# Elecciones generales de Samoa de 1973
Las elecciones generales de Samoa se llevaron a cabo el 24 de febrero de 1973 para escoger a los 47 miembros de la Asamblea Legislativa. Todos los candidatos se presentaron como independientes al no existir partidos políticos en el país. El voto estaba restringido a los Matai y descendientes de europeos. Después de las elecciones, Fiame Mata'afa Faumuina Mulinu'u II recuperó el cargo de Primer ministro.

## Resultados
| Partido                  | Votos | %   | Escaños |
| ------------------------ | ----- | --- | ------- |
| Independiente            | 7.241 | 100 | 47      |
| Votos en blanco/anulados | 64    | -   | -       |
| Total                    | 7.305 | 100 | 47      |
| Fuente: Nohlen et al.    |       |     |         |